# Janoš Murkovič
Janoš Murkovič (węg. János Murkovics; ur. 23 grudnia 1839 w Malej Nedelji, zm. 11 kwietnia 1917 w Lendavie) – słoweński nauczyciel, muzyk i pisarz.
W latach 1862–1878 pracował jako nauczyciel w szkole podstawowej w słoweńskiej wiosce Beltinci. W okresie 1879–1880 przeniósł się do Trbovlje, gdzie kontynuował pracę dydaktyczną. Następnie, do 1910 roku, pracował jako nauczyciel muzyki niemieckiej w szkole w Lendavie.